# Chlorobyrrhulus aeneus
Chlorobyrrhulus aeneus is een keversoort uit de familie pilkevers (Byrrhidae). De wetenschappelijke naam van de soort is voor het eerst geldig gepubliceerd in 1775 door Fabricius.